# (272) Antonia
(272) Antonia – planetoida z pasa głównego asteroid okrążająca Słońce w ciągu 4 lat i 231 dni w średniej odległości 2,78 j.a. Została odkryta 4 lutego 1888 roku w Observatoire de Nice w Nicei przez Auguste Charloisa. Pochodzenie nazwy planetoidy nie jest znane.